# Боби Кер
Роберт „Боби“ Кер (енгл. Robert "Bobby" Kerr; Enniskillen 9. јун 1882 — Хамилтон 12. мај 1963) бивши канадски атлетичар, који се такмичио у спринтерским дисциплинама: 60, 100 и 200 метара.

## Биографија
Роберт Кер рођен је у данашњој Северној Ирској, одакле је у 5-ој години са породицом емигрирао у Канаду и настанио се у Хамилтону, у Онтарију. Кер је радио као ватрогасац и уз посао се бавио атлетиком. Године 1904. уложио је сву своју уштеђевину да оде у Сент Луис да учествује на Олимпијским атлетским такмичењима. У Сент Луису Кер није био успешан, јер је елиминисан у предтакмичењу у све три дисциплине у којима је учествовао.
После Олимпијских игара 1904. побољшао је своје резлтате. Након што је поставио канадске рекорде на спринтерским дистанцама између 40 и 220 јарди и постао канадски првак на 100 м (1907) и 220 јарди (1906—08), Кер је постао део канадског олимпијског тима за Олимпијске игре 1908. у Лондону, као фаворит у тркама на 100 и 200 метара. У финалу трке на 100 метара био је трећи изгубивши од победника Реџи Вокера (Јужноафричка Република и другопласираног Џејмса Ректора (САД), али је освојио злато у трци на 200 метара.
Током Првог светског рата Кер је постао официр и био у 200. (Тигар) батаљона канадских експедиционих снага (CEF) који је познат као батаљон спортиста јер су у њему били истакнути домаћи спортисти. Када је та јединица расформирана, пребачен је у 164. батаљон CEF и на крају је добио 1. тенковски батаљона, CEF. Након рата Кер је тренирао атлетске и фудбалске клубове у Хамилтону, био функционер на Олимпијским играма 1928. и 1932. Од стране Олимпијског савеза Канаде био је 1930. укључен у организацију првих Игара Комонвелта у Хамилтону..
Роберт Кер умро је у Хамилтону у 80-ој години живота. У знак сећања на њега парк у Хамилтону носи његово име.